# هولو نايت: سيلكسونغ
هولو نايت: سيلكسونغ (بالإنجليزية: Hollow Knight: Silksong) هي لعبة مترويدفينيا أكشن مغامرات من تطوير ونشر شركة تيم تشيري، تم الأعلان عنها في 14 فبراير 2019 ومن المقرر طرحها في 12 يونيو 2023 على أجهزة مايكروسوفت ويندوز، ماك أو إس، لينكس، نينتندو سويتش، إكس بوكس ون وإكس بوكس سيريس إكس وسيريس إس.